# Jackson Heights (Carolina del Norte)
Jackson Heights es un lugar designado por el censo ubicado en el condado de Lenoir en el estado estadounidense de Carolina del Norte. La localidad en el año 2010, tenía una población de 1144 habitantes.

## Geografía
Jackson Heights se encuentra ubicado en las coordenadas 35°13′25.24″N 77°38′6.04″O / 35.2236778, -77.6350111.